# Dixa abiettica
Dixa abiettica är en tvåvingeart som beskrevs av Yang 1995. Dixa abiettica ingår i släktet Dixa och familjen u-myggor.
Artens utbredningsområde är Zhejiang (Kina). Inga underarter finns listade i Catalogue of Life.